# Störtkär
Störtkär (engelska: Head over Heels) är en amerikansk långfilm från 2001 i regi av Mark Waters, med Monica Potter, Freddie Prinze Jr., Shalom Harlow och Ivana Milicevic i rollerna.

## Rollista
| Monica Potter      | – Amanda             |
| Freddie Prinze Jr. | – Jim Winston        |
| Ivana Miličević    | – Roxana             |
| Shalom Harlow      | – Jade               |
| Sarah Murdoch      | – Candi              |
| Tomiko Fraser      | – Holly              |
| China Chow         | – Lisa               |
| Jay Brazeau        | – Halloran / Strukov |
| Stanley DeSantis   | – Alfredo            |
| Erin-Marie Dykeman | – 10-åriga Amanda    |
| James Kirk         | – Tommy              |
| Elysa Hogg         | – Tommys flickvän    |
| Kristina Lewis     | – 17-åriga Amanda    |
| Ben Silverman      | – Charlie            |
| Sam MacMillan      | – Charlies date      |